# 羣鬼
羣鬼是挪威人亨里克·易卜生於1881年寫的劇本，是關於一個亂家庭的困難經驗。1919年，胡適引用劇本的一部份內容來回答別人對他那年寫的《我的兒子》詩的批評。